# Diplodus noct
Diplodus noct — риба родини спарових. Ендемік Червоного моря. Морська рифова риба, сягає 25 см довжиною. В морі тримається над піщаним дном, навколо коралових рифів і в мілких прибережних водах. Молодь може утворювати великі скупчення. Живиться водоростями і дрібними безхребетними.